# Kattmumien
Kattmumien (Originaltitel: The Cat Mummy) är en barnbok från 2001 skriven av Jacqueline Wilson och illustrerad av Nick Sharratt.
Sannas bästa vän är en katt som heter Maja. När Sanna hittar Maja död blir hon jätteledsen. Hon vill inte begrava henne. Hon bestämmer sig för att försöka göra en mumie av henne. Men det är inte så enkelt som hon tror. Hon blir tvungen att ljuga för alla och mumien blir inte så bra. På originalspråket heter flickan Verity och katten Mabel.